# Автомобильные дороги России регионального и межмуниципального значения
Автомоби́льные доро́ги региона́льного и межмуниципа́льного значе́ния — дороги, находящиеся в собственности субъектов Российской Федерации и финансируемые из их бюджетов.

## Идентификационные номера
В зависимости от вида автомобильные дороги регионального и межмуниципального значения могут иметь префикс Р, А, К либо Н и номер. Кроме префикса и номера также в обязательном порядке должны содержать код объекта первого уровня (две первые цифры) ОКАТО. Так например, автодорога регионального значения Казань — Пермь, находящаяся в собственности Кировской области, имеет номер 33К-001, где 33 — код ОКАТО Кировской области.
Для автомобильных дорог регионального или межмуниципального значения используются следующие префиксы:
- Р — для автодорог федерального или регионального значения, соединяющих административные центры РФ.
- А — для автодорог федерального или регионального значения, являющихся подъездом к крупнейшим транспортным узлам (например аэропортам), подъездом к специальным объектам либо подъездом от административного центра субъекта РФ, не имеющего дорожной связи с Москвой, к морским или речным портам, аэропортам и железнодорожным станциям либо границам других государств; для автодорог, соединяющих дороги федерального значения между собой.
- К — для прочих автодорог регионального значения.
- Н — для автодорог межмуниципального значения.[3]